# Philippe Leroy
Philippe Leroy, nombre completo Philippe Leroy-Beaulieu (París, 15 de octubre de 1930-Roma,  1 de junio de 2024), fue un actor de cine francés. Intervino en más de ciento cincuenta películas desde 1960. Leroy vivió principalmente en Italia desde la década de 1960 y ha trabajado extensamente en el cine italiano, así como en su país natal. A veces se le acredita con su nombre completo.

## Biografía
Nacido en Francia en 1930, en 1947 viajó a la ciudad de Nueva York y vivió en Estados Unidos durante un año. En 1954 se unió a le 18e régiment de chasseurs parachutistes y luchó en Indochina. En 1958 participó como oficial paracaidista en la guerra de Argelia. 
Después de haber comenzado su carrera como actor en 1960, en 1962 viajó a Italia y comenzó a trabajar en muchas películas y ficciones televisivas italianas, como La vida de Leonardo da Vinci, de Renato Castellani. También interpretó el papel de Yáñez de Gomera, compañero de Sandokán, en la serie de televisión Sandokán de 1976.
Durante su carrera, ha trabajado con directores como Jean-Luc Godard, Jacques Deray, Dario Argento, Luc Besson, Alberto Lattuada, Luigi Magni y muchos más. 
Es padre de la actriz Philippine Leroy-Beaulieu.

## Filmografía seleccionada
- Le trou (1960), de Jacques Becker .... Manu Borelli
- Chaque minute compte (1960) .... Patrick
- Pleins feux sur l'assassin (1961), de Georges Franju .... André
- Les filles sèment le vent (1961) .... Armand
- I briganti italiani (1961), de Mario Camerini .... O Zelluso
- Leoni al sole (1961) .... Mimí
- Caccia all'uomo (1961) .... Mazzarò
- Senilità (1962), de Mauro Bolognini .... Stefano Balli
- La loi des hommes (1962) .... Dandieu
- Solo contro Roma, de Riccardo Fredda y Luciano Ricci (1962) .... Silla
- Il giorno più corto, de Sergio Corbucci (1962) .... Soldato
- L'attico (1963) .... Tommaso
- 55 Days at Peking (1963) .... Julliard
- Le quatrième sexe (1963) .... Paul
- Il terrorista (1963) .... Rodolfo Boscovich
- Frenesia dell'state (1964), de Luigi Zampa .... Manolo
- Il treno del sabato (1964) .... Paolo Traversi
- Amore in 4 dimensioni (1964) .... Franco Lampredi, el marido (episodioo "Amore e arte")
- Le voci bianchi (1964) .... Don Ascanio
- Llanto por un bandido (1964), de Carlos Saura .... Pedro Sánchez
- Il castello dei morti vivi (1964) .... Eric[2]
- Une femme mariée (1964), de Jean-Luc Godard .... Pierre, el marido
- Amore facile (1964) .... Giovanni Bollati (episodio "Il vedovo bianco")
- L'idea fissa (1964) .... (episodio "Sabato 18 luglio")
- Una storia di notte (1964) .... Jimmy
- Le ore nude (1964) .... Massimo
- La donna del lago (1965) .... Mario
- 7 uomini d'oro (1965) .... Albert (el profesor)
- La mandrágora (1965), de Alberto Lattuada .... Callimaco
- Il grande colpo dei 7 uomini d'oro (1965) .... Albert
- Una vergine per il principe (1966) .... Ippolito
- Delitto quasi perfetto (1966), de Mario Camerini .... Paolo Respighi
- Yankee (1966) .... Yankee
- Che notte ragazzi! (1966) .... Tony
- Lo scandalo (1966) .... David
- Non faccio la guerra, faccio l'amore (1966) .... Nicola
- L'occhio selvaggio (1967) .... Paolo
- La notte è fatta per... rubare (1968) .... George
- La matriarca (1968) .... Instructor de tenis
- Buona Sera, Mrs. Campbell (1968) .... Vittorio
- Ecce Homo (1968) .... Jean
- Cuore di mamma (1969) .... Andrea Franti - exmarido de Lorenza
- La sua giornata di gloria (1969) .... El comandante
- Come, quando, perché (1969) .... Marco
- Senza sapere niente di lei (1969) .... Nanni Brà
- Femina ridens (1969) .... Dr. Sayer
- Mr. Superinvisible (1970)
- Senza via d'uscita (1970) .... Gilbert
- Un omicidio perfetto a termine di legge (1971) .... Marco Breda
- Roma bene (1971), de Carlo Lizzani .... Giorgio Santi
- The Life of Leonardo da Vinci (1971, miniserie) .... Leonardo Da Vinci
- Stanza 17-17 palazzo delle tasse, ufficio imposte (1971) .... Romolo 'Sartana' Moretti
- Ettore lo fusto (1972), de Enzo Castellari .... Ettore
- Panhandle 38 (1972) .... General Briscott
- Caliber 9 (1972) .... Chino
- Raggaza tuta nuda assassinata nel parco (1972) .... Martin
- Gang War in Milan (1973) .... Roger Daverty
- La mano nera (1973) .... El profesor
- R.A.S. (1973) .... Comandante Lecoq
- La mano spietata della legge (1973) .... Comisario Gianni De Carmine
- Una vita lunga un giorno (1973) .... Philippe
- Cebo para una adolescente (1974), de Francisco Lara Polop .... Ignacio
- Il portiere di notte (1974), de Liliana Cavani .... Klaus
- Fatevi vivi, la polizia non interverrà (1974) .... El profesor
- La svergognata (1974) .... Fabio Lorenzi
- Libera, amore mio... (1975), de Mauro Bolognini .... Franco Testa
- La nuora giovane (1975) .... Franco
- Il soldato di ventura (1976) .... Charles La Motte
- La linea del fiume (1976) .... Padre de Giacomino
- Puttana galera! (1976) .... Col. Remy
- Mannaja (1977), de Sergio Martino .... Edward M. McGowan
- Al di là del bene e del male, de Liliana Cavani (1977) .... Peter Gast
- The Cat (1977) .... Don Pezzolla, el sacerdote
- La tigre è ancora viva: Sandokan alla riscossa! (1977, telefilm) .... Yanez de Gomera
- Quella strana voglia d'amare (1977)
- Gli ultimi angeli (1978) .... Massimo
- Sono stato un agente C.I.A. (1978), de Romolo Guerrieri .... Inspector Radi Stavropoulos
- Courage fuyons (1979), de Yves Robert .... Eric Sylvain de Chalamond
- Il medium (1980)
- Qua la mano (1980) .... Pope
- Tranquille donne di campagna (1980) .... Guido Maldini
- Bello di mamma (1980) .... Duca William Trinacria
- Peccato originale (1981)
- Il tango della gelosia (1981) .... Principe Giulio Lovanelli
- Teste di quoio (1981) .... Comandante Bartoli
- State buoni se potete (1983) .... Ignazio di Loyola
- Windsurf - Il vento nelle mani (1984) .... Lupo
- Quo Vadis (1985, miniserie) .... Pablo de Tarso
- The Berlin Affair (1985), de Liliana Cavani .... Herbert Gessler
- Juke box (1985)
- A Man and a Woman: 20 Years Later (1986), de Claude Lelouch .... Profesor Thevenin / Profesor Thevenin
- La donna del traghetto (1986) .... Primo (padre de Viola)
- Incidente di percorso (1986)
- Montecarlo Gran Casinò (1987) .... Barón Duroc de Rothschild
- Umi e (1988)
- Don Bosco (1988) .... Leone XIII
- Deux (1989) .... M. Muller
- Un uomo di razza (1989) .... Giulio Romani
- Hiver 54, l'abbé Pierre (1989) .... Jacques
- Nikita (1990) .... Grossman
- The Man Inside (1990) .... Borges
- L'Autrichienne (1990) .... D'Estaing
- Il volo di Teo (1990)
- Netchaïev est de retour (1991) .... Luis Pérez
- The Return of Casanova (1992) .... Emisario
- Adelaide (1992) .... Koller
- Alibi perfetto (1992) .... Jefe de policía
- Berlin '39 (1993) .... Rostock
- Mario and the Magician (1994) .... Graziano
- Io e il re (1995) .... Conte
- In Love and War (1996), de Richard Attenborough .... Conde Sergio Caracciolo
- L'ombre du pharaon (1996)
- Cous-cous (1996) .... Isaia
- Le déménagement (1997) .... El repartidor #1
- Il pesce innamorato (1999) .... Autista
- La ville est tranquille (2000), de Robert Guédiguian .... René (participación)
- Un giudice di rispetto (2000) .... Ing. Baldassarri
- Teste di cocco (2000) .... Él mismo / Yanez
- Vajont (2001) .... Giorgio dal Piaz
- Apri gli occhi e... sogna (2002)
- Joy - scherzi di gioia (2002)
- The Accidental Detective (2003) .... Mario Del Marro
- Five Moons Square (2003) .... Barista
- Le Cou de la girafe (2004) .... Maxime
- Father of Mercy (2004, telefilm) .... Papa Pío XII
- La terza madre (2007) .... Guglielmo De Witt
- La rabbia (2008) .... Nonno
- Il sangue dei vinti (2008), de Michele Soavi .... Umberto Dogliani
- Le premier cercle (2009) .... Halami
- Nient'altro che noi (2009) .... Maestro de violín
- Vorrei averti qui (2010) .... Paccotto
- La strada di Paolo (2011) .... Lucio
- Breve storia di lunghi tradimenti (2012) .... Joseph Milton-Dumonnier
- Questione di Karma (2017) .... Ludovico Stern
- Chi salverà le rose? (2017) .... Eugenio
- Una gita a Roma (2017) .... Jean
- Hotel Gagarin (2018) .... Virgil